# Justyna Kowalczyk
Justyna Maria Kowalczyk-Tekieli, poljska smučarska tekačica, * 19. januar 1983, Limanowa, Poljska.
Justyna Kowalczyk je najuspešnejša poljska smučarska tekačica vseh časov. Nastopila je na Zimskih olimpijskih igrah 2006 v Torinu, Zimskih olimpijskih igrah 2010 v Vancouvru, Zimskih olimpijskih igrah 2014 v Soči in Zimskih olimpijskih igrah 2018 v Pjongčangu.